# 1211
- Wikisource

| Calendário gregoriano                                                        | 1211 MCCXI                                           |
| Ab urbe condita                                                              | 1964                                                 |
| Calendário arménio                                                           | 660 – 661                                            |
| Calendário bahá'í                                                            | -633 – -632                                          |
| Calendário budista                                                           | 1755                                                 |
| Calendário chinês                                                            | 3907 – 3908 Início a 16 de janeiro (aproximadamente) |
| Calendário copta                                                             | 927 – 928                                            |
| Calendário etíope                                                            | 1203 – 1204                                          |
| Calendários hindus - Vikram Samvat - Calendário nacional indiano - Cáli Iuga | 1266 – 1267 1132 – 1133 4311 – 4312                  |
| Calendário Holoceno                                                          | 11211                                                |
| Calendário islâmico                                                          | 607 – 608                                            |
| Calendário judaico                                                           | 4971 – 4972                                          |
| Calendário persa                                                             | 589 – 590                                            |
| Calendário rúnico                                                            | 1461                                                 |
| Calendário solar tailandês                                                   | 1754                                                 |

1211 (MCCXI, na numeração romana) foi um ano comum do século XIII do Calendário Juliano, da Era de Cristo, a sua letra dominical foi B (52 semanas), teve início a um sábado e terminou também a um sábado.
No reino de Portugal estava em vigor a Era de César que já contava 1249 anos.

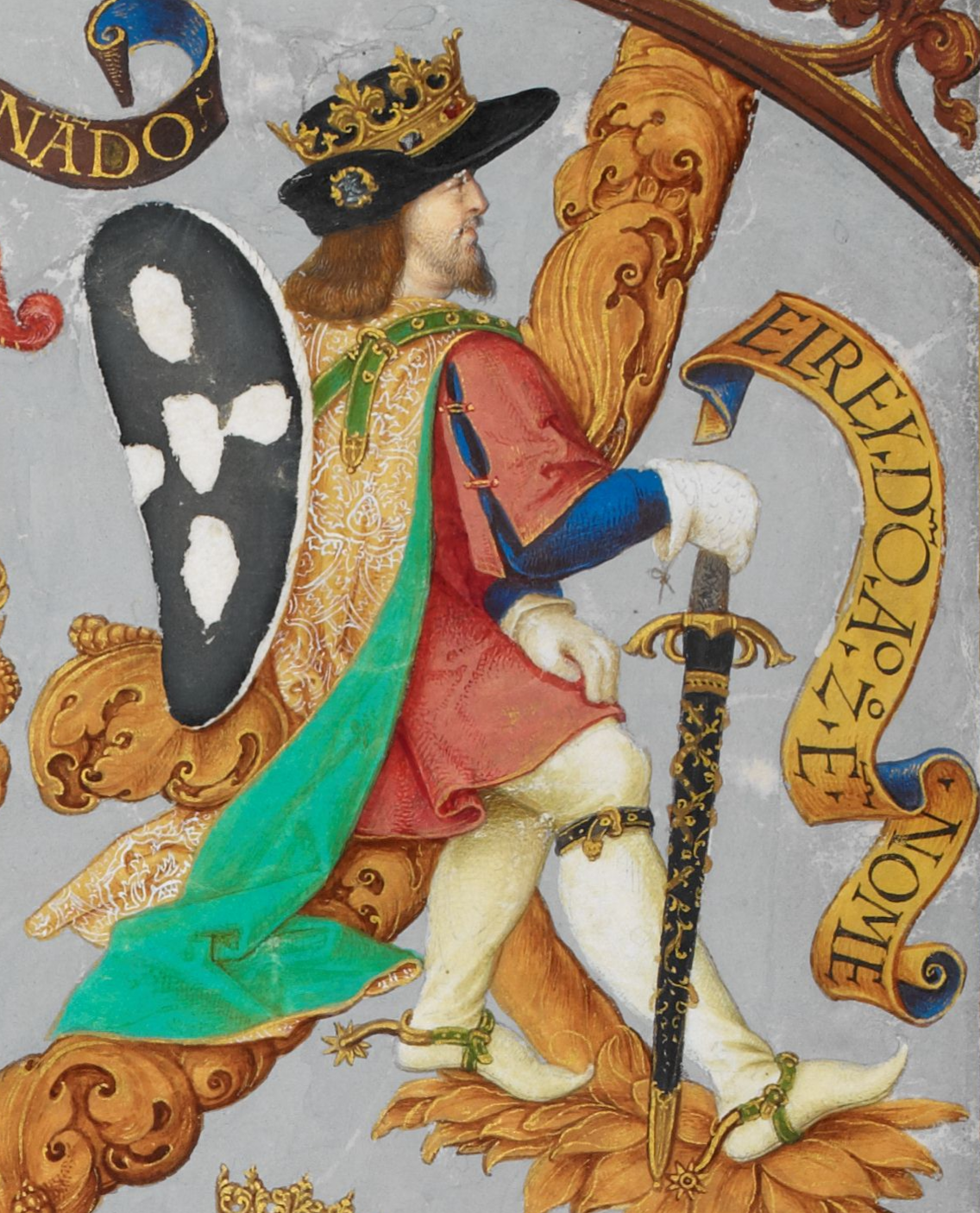
Afonso II de Portugal (1186-1223). Iluminura do século XVI em Genealogia dos Reis de Portugal.

| Ano completo                   |
| ------------------------------ |
| Ano comum com início ao sábado |

## Eventos
- 26 de março - Afonso II sucede a Sancho I no reinado de Portugal.
- São reunidas as Cortes de Coimbra de 1211.
- O rei João I de Inglaterra é excomungado pelo Papa Inocêncio III por interferir na escolha do Arcebispo da Cantuária.

## Mortes
- 26 de março - Sancho I, rei de Portugal.
- Aleixo III Ângelo, imperador bizantino entre 1195 e 1203 (n. 1153).